# 陳采 (嘉靖進士)
陳采（1518年—？），字懋載，浙江紹興府餘姚縣人，竈籍，明朝政治人物。

## 生平
浙江鄉試第七十五名舉人。嘉靖二十年（1541年）中式辛丑科會試第四十六名，登第三甲第七十七名進士。

## 家族
曾祖陳湧；祖父陳華；父陳文顯，母柴氏。重庆下。